# Manuel António de Sousa
Manuel António de Sousa (Goa, Mapuçá, 10 de Novembro de 1835 — Moçambique, 20 de Janeiro de 1892), também conhecido por Gouveia, foi um negociante e militar português, capitão-mor de Manica e Quiteve.

## Biografia
Manuel António de Sousa nasceu em Mapuçá, concelho de Bardez (Goa) em 1835, filho de Félix de Sousa, proprietário e lavrador, e de sua mulher Doroteia Tomásia de Mascarenhas.
Estudou no Seminário de Rachol, em Salcete, até aos 16 anos.
Em 1853 emigrou para a Zambézia, para ajudar na administração da propriedade do seu tio materno Félix de Mascarenhas.
Chegado a Moçambique, casou com a sua prima, Maria Anastácia de Mascarenhas, filha única de seu tio.
Estabeleceu-se como negociante na região do Sena. Rapidamente fez fortuna com o comércio de marfim e foi ganhando poder na região, e os seus caçadores de elefantes, armados, formaram o núcleo da sua milícia pessoal. Ganhou reputação tanto pela sua lealdade ao governador-geral, e ao reino de Portugal, como pela forma implacável com ia aumentando o seu império pessoal, combatendo os régulos e reis indígenas.
Em 1856 aproveitou a guerra de sucessão do reino de Gaza para se instalar nas montanhas de Gorongosa, onde estabeleceu a base de um sistema de aringas que, conjuntamente com o seu exército privado, usava para a defesa dos seus interesses.
Por diversas vezes as forças de Gouveia auxiliaram as forças oficiais portuguesas em combates, em particular nas campanhas contra o Bonga.
Em 1863, e graças aos grandes serviços prestados, sucedeu a Isidoro Correia Pereira na comissão de capitão-mor de Manica e Quiteve.
Durante a sua ausência em Sena, para receber a comissão, a sua posição na Gorongosa foi tomada por Umzila, vencedor do trono de Gaza, e só a custo conseguiu recuperar os seus territórios.
Cerca de 1874 foi reconhecido como senhor de Manica, e casou com a filha do rei do Barué, de quem teve um filho, que posteriormente fez reconhecer como rei daquela região.
Manuel António de Sousa tornou-se amigo próximo do capitão de artilharia, Joaquim Carlos Paiva de Andrada, que foi um dos mentores da Companhia de Moçambique, e, numa incursão de apoio ao chefe Mutassa, em terras disputadas pela Rhode's British South African Company, foram feitos prisioneiros pela polícia daquela companhia, o que resultou num conflito diplomático entre Portugal e o Império Britânico. Acabaram por ser soltos, graças à intervenção do governo português.
Durante a sua prisão correu o rumor que teria sido morto, e isto levou à agitação das populações do Barué.
Gouveia morreu em combate, ao tentar recuperar o controlo do Barué.

## Homenagens
No dia 28 de Novembro de 1960 foi inaugurada na entrada de Mapuçá uma estátua (obra do escultor Martins Correia) de Manuel António de Sousa, na comemoração dos 125 anos do seu nascimento..
Esta estátua terá sido destruída no dia 15 de Dezembro de 1961 durante os bombardeamentos que levaram à integração de Goa na União Indiana.